# Okręg wyborczy Warrington South
Okręg wyborczy Warrington South powstał w 1983 r. i wysyła do brytyjskiej Izby Gmin jednego deputowanego. Okręg obejmuje południową część miasta Warrington.

## Deputowani do brytyjskiej Izby Gmin z okręgu Warrington South
- 1983–1987: Mark Carlisle, Partia Konserwatywna
- 1987–1992: Chris Butler, Partia Konserwatywna
- 1992–1997: Mike Hall, Partia Pracy
- od 1997: Helen Southworth, Partia Pracy